# ガリー・マカリスター
ガリー・マカリスター（Gary McAllister、1964年12月25日 - ）は、スコットランド・マザーウェル出身の元サッカー選手。元スコットランド代表。現役時代のポジションはミッドフィールダー。サッカー指導者。プレミアリーグ・リヴァプールFCトップチームコーチ。

## 経歴
スコットランドのマザーウェルFCで頭角を現す。A代表デビューは1990年、25歳の時とやや遅咲きではあったが以降は常に有力選手の一人として代表招集され続け、1990年代半ば以降は主将として存在感を示した。力闘派で無骨なプレースタイルの選手が多いスコットランド人プレーヤーの中ではマカリスターの懐の深いボールキープ技術や繊細なパスワーク、戦術的クレバーさを感じさせるプレースタイルは異彩を放っており、その一方でプレースキックの名手でもあった。一般的にはエレガントかつ知的なプレースタイルで知られたが、時に身体を投げ出すような泥臭いプレーを見せたり、チームがピンチの際には献身的な守備に励むなど、セントラル・ミッドフィルダーとして求められる激しさや運動量も持ち合わせていた。90年代のスコットランドを代表するプレーヤーの一人である。

## 代表におけるキャリア
1990年に代表デビューして以降、しばらくはブライアン・マクレアーやポール・マクステイ等の影に控える存在であったが、彼等が第一線を退くと成り代わって中心選手として台頭する。
1996年に＂隣国”イングランドで開催されたEURO'96では背番号10番・主将として出場する。グループリーグでは初戦オランダ戦を0-0で終えた後、第2戦でホスト国であり“宿敵”でもあるイングランド代表と対戦。スコットランドは後半53分にアラン・シアラーに先制点を許すも、後半77分に同点機となりうるPKを得る。しかしキッカーを任されたマカリスターはこのPKを外してしまい、さらにその直後の後半79分にポール・ガスコインに芸術的なゴールを許し追加点を決められるという劇的展開の当事者となった（試合は2-0で敗戦）。スコットランドはこの敗戦が響いてグループリーグ最終戦のスイス戦に1-0で勝利するも、得失点差でオランダを上回れずグループリーグ敗退となってしまった。
続く1998年にはワールドカップ・フランス大会では、チームは出場権を得たものの、マカリスター本人は本大会直前で全治4ヶ月の故障を負ってしまう。それによりプレイヤーとしての本大会出場は不可能となったが、スコットランド協会からチームスタッフとしての帯同を要請され、精神的支柱としてベンチ内から出場選手を鼓舞し続けた。なお、マカリスターは1990年のイタリア大会でも代表に選出されていたが、この時は出場機会は巡って来ず、結局プレイヤーとしてワールドカップのピッチに立つこととは無縁のままで終わった。
マカリスターは引き続き、EURO2000を目指し予選を戦う代表チームに招集され続けるが、チームの予選敗退を受け、1999年に代表引退を表明した。
このように、代表では不運に見舞われ続けたマカリスターだが、一方でクラブでは着実に実績を積み重ね、イングランドリーグを代表する選手の一人に数えられるようになる。

## クラブチームにおけるキャリア
クラブチームでは1985年に加入したレスター・シティを経て、1990年にリーズ・ユナイテッドへ移籍金100万ポンドで移籍した。リーズでは背番号10番を背負い、主将として1992年のリーグ優勝を果し、後の1990年代末期に旋風を起こすことになるリーズの土台造りに貢献する。リーズ在籍中のマカリスターは監督とチームの間に立って意見を交換したり、チャリティ活動やスポンサーとの打ち合わせなど、ピッチ外での活動を組織化する仕事も積極的にこなし、これらの働きが一層彼のリーダーシップの陶冶に繋がっていった。
1996年には幾つかの強豪クラブの誘いを断り、コヴェントリー・シティに、当時このクラブの監督を務めていたリーズ時代の盟友ゴードン・ストラカンの誘いに応える形で移籍した。マカリスターが小クラブ・コヴェントリーに移籍したことは、彼が強豪クラブへ移籍することを確実視していた人々を驚かせた。マカリスターはコヴェントリーでも主将としてチームを牽引するが、ここではタイトルには恵まれなかった。
2000年のリヴァプールFCへの移籍は、当時35歳という高齢での強豪クラブへの移籍ということで注目を浴びる。メディアやリヴァプールのファンは、年齢的にピークを越えて久しいと思われたマカリスター獲得を疑問視したが、マカリスターは要所で重要な働きを示し、2001年のFAカップ、リーグカップ、UEFAカップのカップ戦三冠獲得に大きく貢献した。とりわけUEFAカップ決勝では貴重な追加点となるPKを決め、延長にもつれたその試合で決勝点となるオウンゴールをフリーキックで演出し、その試合のマン・オブ・ザ・マッチに選ばれる。これらの大活躍は、入団当初マカリスターの能力を懐疑的に見ていた人々を大いに感服させた。
2002年にはコヴェントリー・シティに復帰する。シーズン中のチームの監督人事騒動に巻き込まれるような形でシーズン半ばからはプレイングマネージャーを務める。02‐03シーズン終了後に引退した。

## 指導者時代
コヴェントリー・シティやアストン・ヴィラなどで指導者としての経験を積んだ。

## 所属クラブ
- 1981-1985  マザーウェル
- 1985-1990  レスター・シティ
- 1990-1996  リーズ・ユナイテッド
- 1996-2000  コヴェントリー・シティ
- 2000-2002  リヴァプール
- 2002-2003  コヴェントリー・シティ